# Talsperre Armamar
Die Talsperre Armamar (portugiesisch Barragem de Armamar) liegt in der Region Nord Portugals im Distrikt Viseu. Sie staut den Temilobos, einen linken (südlichen) Nebenfluss des Douro zu einem Stausee auf. Die namensgebende Kleinstadt Armamar befindet sich ungefähr fünf Kilometer nordwestlich der Talsperre.
Mit dem Projekt zur Errichtung der Talsperre wurde im Jahre 1999 begonnen. Der Bau wurde 2004 fertiggestellt. Die Talsperre dient der Bewässerung.

## Absperrbauwerk
Das Absperrbauwerk ist ein Staudamm mit einer Höhe von 40,5 m über der Gründungssohle (34,5 m über dem Flussbett). Die Dammkrone liegt auf einer Höhe von 756,5 m über dem Meeresspiegel. Die Länge der Dammkrone beträgt 365 m und ihre Breite 7 m. Das Volumen des Staudamms umfasst 580.000 m³.
Das Bemessungshochwasser liegt bei 30 m³/s; die Wahrscheinlichkeit für das Auftreten dieses Ereignisses wurde mit einmal in 1000 Jahren bestimmt.

## Stausee
Beim normalen Stauziel von 754 m (maximal 754,72 m bei Hochwasser) erstreckt sich der Stausee über eine Fläche von rund 0,320 km² und fasst 2,9 Mio. m³ Wasser – davon können 2,8 Mio. m³ genutzt werden. Das minimale Stauziel liegt bei 733,25 m.